# 本田英絵
本田 英絵（ほんだ はなえ、10月29日 - ）は、日本の女性アーティスト、ピアニスト、キーボーディスト、アレンジャー、作曲家。
大阪府大阪市出身。1995年、第9回TEENS' MUSIC FESTIVAL 全国大会にaikoとともに出場し、TEEN'S大賞・文部大臣奨励賞を受賞した。大阪音楽大学短期大学部 ジャズピアノコース卒業。ジャズ、ラテン、R&B、ジャパニーズポップス等、幅広いジャンルで活躍。CM、新人アーティストへの曲の提供、吹奏楽や鼓笛隊の作曲、編曲も手掛ける。

## レコーディング・サポートに関わった主なアーティスト
- 木下直子
- 東京ブラススタイル
- 茉奈 佳奈
- ワライナキ
- aiko
- BORO
- cause and effect
- ELECTRIC CIRCUS
- SLY TRIBES
- RYOEI
- SKY
- Yo Harding
- ZILcoNIA